# Herbert Ettengruber
Herbert Ettengruber (* 19. Juli 1941 in München) ist ein deutscher Politiker. Als Abgeordneter der CSU gehörte er von 1996 bis 2008 dem Bayerischen Landtag an.

## Leben
Nach dem Besuch des Humanistischen Gymnasiums in Straubing und dem Wehrdienst studierte Ettengruber in München Rechtswissenschaften. 1969 wurde er für vier Jahre persönlicher Referent des damaligen Bundestagsabgeordneten Franz Josef Strauß. Schließlich wechselte er 1973 in die Kommunalverwaltung der Stadt Straubing, wo er bis 1996 als Sozialreferent und Wirtschaftsreferent tätig war.

## Politische Laufbahn
Seine politische Laufbahn begann 1969 mit dem Eintritt in die CSU. Am 1. April 1996 rückte Ettengruber in den Bayerischen Landtag, dem er bis 2008 angehörte. Dort war er von 1996 bis 2002 Mitglied im Ausschuss für Sozialpolitik, von 1996 bis 2003 Mitglied im Ausschuss für Bundes- und Europaangelegenheiten sowie Mitglied in der Enquete-Kommission Reform des Föderalismus – Stärkung der Landesparlamente. Derzeit ist er Mitglied im Ausschuss für Kommunale Fragen und Innere Sicherheit (seit 2002), Vorsitzender des Parlamentarischen Kontrollgremiums (seit Oktober 2003) sowie stellvertretender Vorsitzender des Arbeitskreises für Kommunale Fragen und Innere Sicherheit der CSU-Landtagsfraktion (seit Oktober 2003). Zur Landtagswahl in Bayern 2008 stand er nicht mehr zur Wahl.
Bei der Kommunalwahl 1990 trat er um das Amt des Oberbürgermeisters der Stadt Straubing an, unterlag jedoch Fritz Geisperger (SPD) in der Stichwahl mit knapp 48 %.
Ettengruber ist Inhaber der Bayerischen Landesfeuerwehr-Ehrenmedaille. Zudem wurde er 2006 mit dem Bayerischen Verdienstorden ausgezeichnet.